# Oslättfors
Oslättfors är en by i Hille socken i Gävle kommun i Gävleborgs län. Den ligger vid Testeboåns utflöde ur Lundbosjön. Här finns bland annat en gammal brukskyrka från 1796, Oslättfors kyrka. Bruket grundades 1697 och tillverkade främst järnspik. Det lades ner på 1880-talet. Norra stambanan passerar byn.
Bebyggelsen har av SCB avgränsats till en småort. Norr om denna bebyggelse finns en villabebyggelse som 2015, men ej 2020 sedan åter 2023 avgränsades till en  separat småort, Oslättfors norra.
Vid kyrkan finns det en badplats.